# 物羨みの中将
『物羨みの中将』（ものうらやみのちゅうじょう）は、平安時代に成立したと見られる日本の物語。現存する写本は無く、逸書となっており『風葉和歌集』にも本作から採録された和歌は見えない。
清少納言が『枕草子』の「物語は」の段（日本古典文学大系第212段）で本作の内容について言及している。
この一文より、宰相と呼ばれる宮仕えの女房に自分の子供を産ませた後に母子を見捨て、子供が亡くなるとその形見である衣を引き渡すよう宰相に求めた主人公・物羨みの中将の軽薄な行動に対する清少納言の軽蔑が窺える。
なお「物語は」の段で本作について言及しているのは『枕草子』の写本4系統のうち三巻本のみであり、他の3系統（能因本・堺本・前田本）には本作に対する言及は見出せない。